# Andrej Ľudovít Radlinský
Andrej Ľudovít Radlinský (Dolný Kubín, 8 luglio 1817 – Kúty, 26 aprile 1879) è stato un presbitero, linguista, pedagogo, fisico, giornalista e scrittore slovacco.

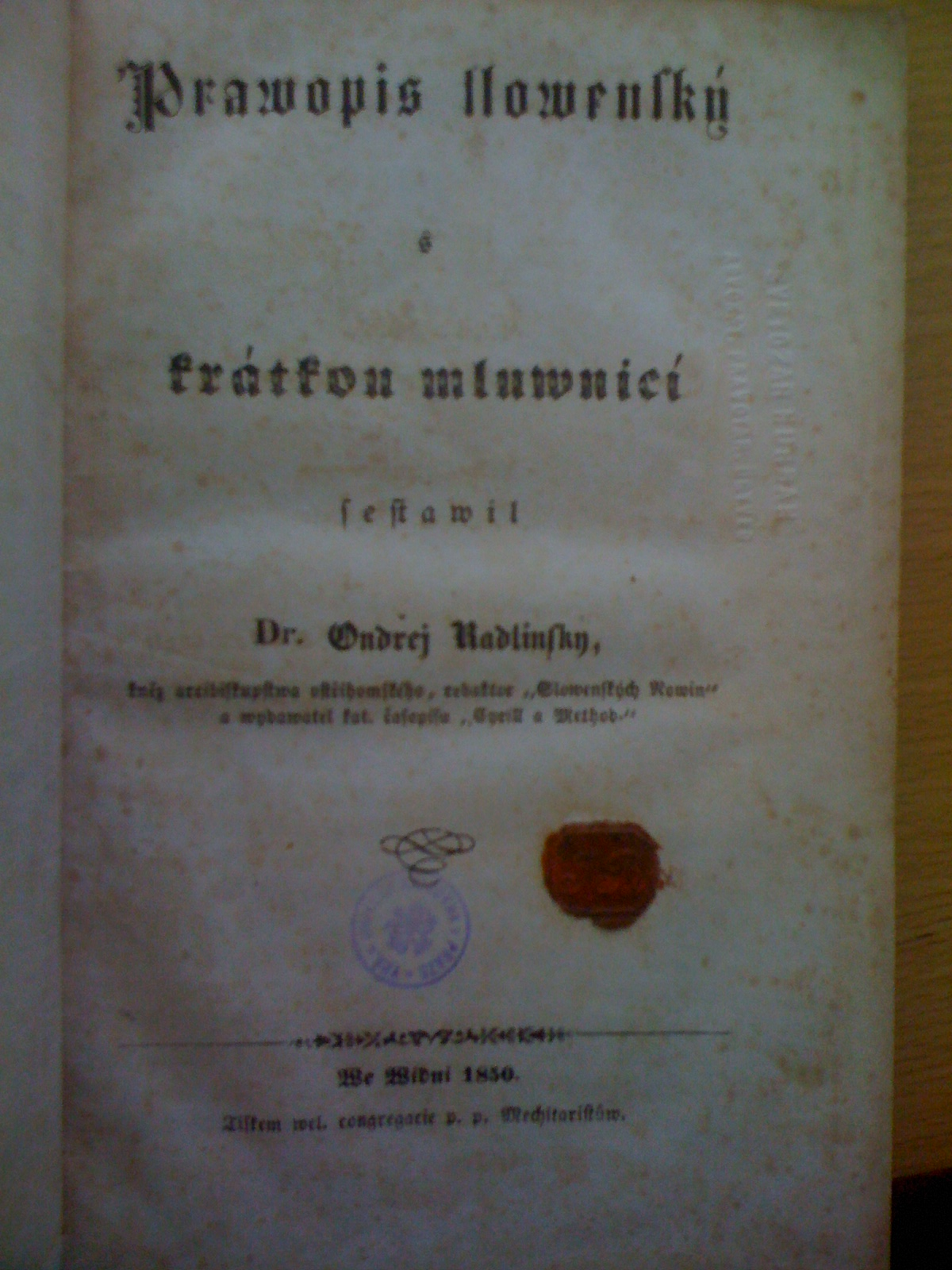
Frontespizio del trattato linguistico Slowensky prawopis s kratkou mluwnici ("Ortografia slovacca con una breve grammatica"). Questa copia era nella biblioteca dello scrittore Svetozár Hurban Vajanský, come si legge dal timbro a secco sulla destra.

Fu fondatore della Società di Sant'Adalberto e cofondatore della Matica slovenská.

## Biografia
Studiò nei licei di Ružomberok, Kremnica e Buda. Dal 1834 al 1836 studiò filosofia nel seminario di Trnava e nel seminario di Presburgo, l'odierna Bratislava. Dal 1836 al 1840 studiò teologia al Pazmaneum di Vienna, dove si dedicò anche a studi di linguistica, a materie sociologiche e alle scienze esatte. Nel 1841 conseguì il dottorato all'Università di Pest e nello stesso anno fu ordinato presbitero.
Esercitò il suo ministero a Budín e a Zlaté Moravce e più a lungo a Banská Štiavnica, dove istituì le scuole domenicali e organizzò l'attività dei circoli ricreativi. Nel 1852 pubblicò il primo volume della Prostonárodná Bibliotéka ("Biblioteca Nazionale"), che conteneva astronomia, geografia, scienze naturali e fisica. Andrej Radlinský dovette abbandonare in segreto la Slovacchia e giunse a Vienna, dove collaborò con Ján Kollár. Fu redattore del giornale "Slovenské noviny", scriveva sul giornale cattolico "Cyrill a Method", che aveva come supplemento "Priateľ školy a literatúry", su "Pešťbudínske vedomosti" e su "Katolícke noviny".
Andrej Radlinský contribuì notevolmente a stabilire la terminologia fisica slovacca. Dagli anni 1850 agli anni 1870 con le sue conoscenze di tutte le discipline intervenne nella vita economica e letteraria. Prese parte attivamente agli sforzi del movimento nazionale slovacco, promosse la collaborazione fra i cattolici e gli evangelici, difese la reciprocità tra cechi e slovacchi.
Come linguista incise sullo sviluppo e sulla codificazione della lingua letteraria slovacca, la sua opera linguistica più importante è Pravopis slovenský s krátkou mluvnicí ("Ortografia slovacca con una breve grammatica", Vienna 1850).
Partecipò allo sviluppo e all'ampliamento della letteratura religiosa slovacca: in questo campo scrisse Duchovný spevník katolícky ("Canzoniere spirituale cattolico"); il suo Nábožné výlevy ("Pie elevazioni") ebbe molte edizioni.
Si dedicò al progresso delle scuole slovacche. Fu tra i fondatori della Matica slovenská e della Società di Sant'Adalberto, un'associazione che aveva per scopo la diffusione della lingua slovacca nell'Alta Ungheria. Contribuì a slovacchizzare e poi a difendere dalla magiarizzazione il liceo di Banská Bystrica, si impegnò per fondare l'accademia slovacca di giurisprudenza a Banská Bystrica, sollevò anche la necessità di istituire sale parto in Slovacchia.
Scrisse numerosi testi e manuali scolastici, il suo sussidiario Školník fu uno strumento celebre per l'innalzamento del livello d'istruzione del popolo slovacco.
Fu membro dell'Accademia dell'Arcadia.
Fu sepolto nel cimitero di Kúty.